# Gimnástico Arturo Prat
El Gimnástico Arturo Prat fue un club de fútbol de Chile, con sede en la ciudad de Santiago. Fue fundado el 21 de mayo de 1903 y participaba en los campeonatos de la Asociación de Football de Santiago.
El club fue constituido por la fusión de dos equipos de la capital, con fecha 21 de mayo de 1927: el «Arturo Prat Football Club» —fundado el 21 de mayo de 1903— y el «Gimnástico Football Club» —fundado el 26 de enero de 1906—, habiéndose adoptado como fecha de fundación la del primer club, al ser la más antigua.
El 24 de mayo de 1947 se fusionó con el Club Deportivo Metropolitano y pasó a denominarse «Gimnástico-Metropolitano».

## Historia

### Arturo Prat Football Club

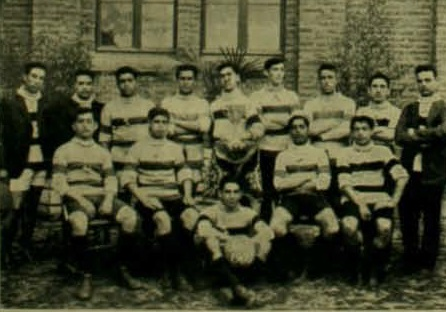
El Arturo Prat Football Club campeón de la Copa Esmeralda en 1907.

El «Arturo Prat Football Club» fue fundado el 21 de mayo de 1903, por alumnos de la Escuela Normal Mariano Casanova.
En 1907, el club —también conocido como Prat F. B. C.— se presentó por primera vez en la competencia de la Copa Esmeralda de la Asociación Arturo Prat y fue ganador de la misma en aquella temporada. El 20 de septiembre de 1907 logró una victoria ante Arco Iris luego de haber jugado cuatro veces contra ese club. Algunos de sus jugadores en ese año eran: Manuel Muñoz, Miguel Labarca, Luis Ferrada, Exequiel Sánchez, Carlos González, Miguel Núñez, Domingo Aguirre, Carlos Manríquez, Luis Brito, Anjel C. Leyton y Rafael Lazo, el secretario Ismael Sotomayor y los reservas Mamerto Cerda y Víctor Román.

### Gimnástico Football Club

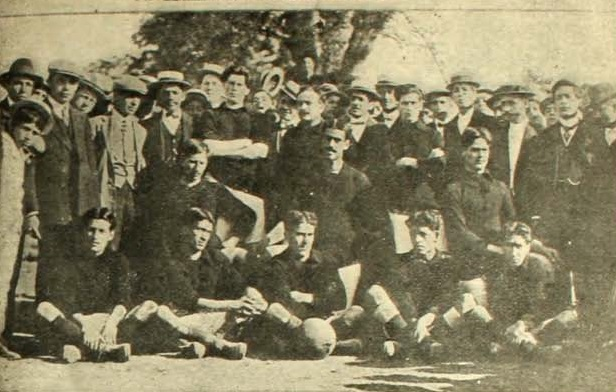
El Gimnástico Football Club campeón de la Copa Unión en 1909.

El «Gimnástico Football Club» fue fundado el 26 de enero de 1906, al haber desaparecido el Centro Gimnástico de Empleados de Comercio. Sus socios fundadores fueron: Julio Morales, A. Patino, L. Segundo Espejo, R. González, G. Rojas, M. Cordero, Víctor Torrealba, Osvaldo Pino, entre otros.
En 1906, el club se inscribió en la Asociación Arturo Prat, actuando en la Copa Esmeralda. Su primera presentación la hizo justamente frente al Prat F. B. C. de esa asociación.
En 1907 ingresó a la Segunda División de la Asociación de Football de Santiago (AFS), en donde se hicieron acreedores de la Copa Dawson.
En 1908, el equipo fue aceptado en la Primera División de la AFS, y al año siguiente, en 1909, jugando ante National Star en la Cancha del Carmen, obtuvo su primer título de campeón, logro que repitió en 1910 y 1912. En 1911, en tanto, sólo alcanzó el cuarto lugar, detrás de Eleuterio Ramírez, que obtuvo el título, de Santiago National y de Magallanes.
En la Copa República de la temporada 1919, Gimnástico resultó campeón, mientras que en la de 1921 logró el subcampeonato, tras haber perdido contra el campeón, Magallanes, por 3-0. En mayo de 1923, en homenaje al Combate naval de Iquique, realizó una gira a Rengo, donde enfrentó al seleccionado local.

### La fusión
El 21 de mayo de 1927, el Arturo Prat Football Club celebró un pacto de fusión con el Gimnástico Football Club, que, habiendo conservado su personalidad jurídica, pasó a llamarse «Gimnástico Arturo Prat», nombre que acompañaría al club desde entonces. En ese año ingresó a la Liga Central de Football de Santiago (LCF), entidad que unificó a las diversas asociaciones capitalinas de fútbol, y en cuya primera edición se consagró campeón de la Serie C, luego de haber superado a equipos como El Chileno, Vista Hermosa y Unión Cordillera.
Pese a que obtuvo el subcampeonato de la Serie F de la LCF en la temporada 1928, el club fue descendido por reestructuración a la Segunda División en 1929. En el torneo de ese año alcanzó la primera posición, con un total de 14 puntos, en igualdad con Independiente, pero resultó subcampeón tras perder la definición final. En 1931 descendió nuevamente de categoría, tras haber finalizado en la última ubicación.
Tras la desafiliación de los principales clubes de la Asociación de Football de Santiago para formar la Liga Profesional de Football (LPF), Gimnástico Arturo Prat volvió a la Primera División de la AFS, la que, tras la reintegración de los clubes profesionales en 1934, se trasformó en la Sección Amateur de la misma. En 1935, el club se consagró campeón de la División de Honor de la Sección Amateur, lo que le valió disputar un partido de definición por el ingreso a la Serie B frente a Ferroviarios, que había ocupado el penúltimo lugar en el campeonato de dicha temporada. El 9 de febrero de 1936, Gimnástico Arturo Prat cayó por 2-3 y vio imposibilitado su acceso a la Serie B.
En los años 1940, el club continuó compitiendo en las distintas competencias organizadas por la Asociación de Football de Santiago, entre ellas, el Campeonato Provincial, así como en la Copa Unión y la División Especial. Entre otro logros, Gimnástico alcanzó la final del quinto Campeonato Provincial de Fútbol Amateur de Santiago, disputado en 1940, en la cual, sin embargo, fue derrotado por Unión Condell por 2-8. En esa ocasión, el equipo formó con Pérez; Miranda, León; Aguirre, Castro, González; Reyes, Olivares, Guzmán, Dinator y Koppman.
El 24 de mayo de 1947 se fusionó con el Club Deportivo Metropolitano y pasó a denominarse «Gimnástico-Metropolitano». Este vínculo terminó en 1949, y ambos clubes continuaron compitiendo por separado. Gimnástico Arturo Prat integró la Asociación Santiago hasta su desaparición en 2006.

## Uniforme
El primer uniforme del Gimnástico F. C. era todo blanco. Al año 1908, su camiseta fue de color granate con fajas negras verticales, y pantalón blanco. que conservó luego de la fusión como Gimnástico Arturo Prat.
| 1903 | 1923 |

## Otras secciones y filiales

### Gimnástico Prat Infantil
Fue la sección de fútbol infantil del club. Su existencia se remonta a la fundación del club «El Chilenito», por alumnos de la Escuela Miguel R. Prado. Dirigido por el deportista Carlos Córdova, El Chilenito más tarde se llamó «Chiloé» y finalmente «Gimnástico Prat Infantil». Entre sus jugadores destacó Jorge Velasco, quien fue partícipe en la obtención del título del Campeonato de Apertura de la Tercera División de la Liga Infantil de Football en final ante Magallanes, en 1929.

#### Palmarés
- Primera Serie de la Asociación Infantil de Football de Santiago (1): 1919.[17][18]
- Campeonato de Apertura de la Tercera División de la Liga Infantil de Football (1): 1929.[15]

## Palmarés

### Palmarés del Arturo Prat Football Club
- Copa Esmeralda de la Asociación Arturo Prat (3)[nota 3]: 1907, 1908, 1909.

### Palmarés del Gimnástico Football Club
- Copa Unión de la Primera División de la Asociación de Football de Santiago (5): 1909, 1910, 1912, 1919,[nota 4] 1921.[nota 5]
- Copa República de la Primera División de la Asociación de Football de Santiago (1): 1921.[nota 6]
- Copa Dawson de la Segunda División de la Asociación de Football de Santiago (1): 1907.[8]
- Copa Independencia de la Segunda División de la Asociación de Football de Santiago (1): Serie A 1918.[23]
- Subcampeón de la Copa República de la Primera División de la Asociación de Football de Santiago (1): 1921.
- Subcampeón de la Copa Independencia de la Segunda División de la Asociación de Football de Santiago (2): Serie A 1919,[18][19][20] 1920.[24]
- Subcampeón de la Copa Miguel Blanco de la Tercera División de la Asociación de Football de Santiago (1): 1919.[18][19][20]

### Palmarés del Gimnástico Arturo Prat Football Club

#### Títulos locales
- Primera División de la Liga Central de Football de Santiago (1): Serie C 1927.
- División de Honor de la Sección Amateur de la Asociación de Football de Santiago (1): 1935.
- Subcampeón de la Primera División de la Liga Central de Football de Santiago (1): Serie F 1928.
- Subcampeón de la Segunda División de la Liga Central de Football de Santiago (1): 1929.

#### Títulos regionales
- Subcampeón del Campeonato Provincial de Fútbol Amateur de Santiago (1): 1940.